# Socha Pocta hornictví
Socha Pocta hornictví nazývaná také lidovými názvy Vlakokůň, Ostravský kentaur, Koňovlak či Koňovoz, je ocelová plastika, kterou vytvořili Stanislav Holík, Ondřej Géla, Jan Braunš a Jan Balner v roce 2013. Exteriérová plastika se nalézá v Ostravě v Moravskoslezském kraji. Plastika zatím nemá trvalé místo a byvá umisťována ve čtvrtích města Ostrava.

## Popis díla
Pocta hornictví je práce 4 uměleckých kovářů – absolventů střední školy AVE ART. Netradiční plastika v sobě spojuje téma Ostravy (heraldika města se vzpínajícím se koněm) a hornictví (důlní vozík na uhlí umístěný na kolejích). Dílo se skládá z horní poloviny koně "srostlé" s důlním vozíkem. Dílo bylo instalováno na několika místech Ostravy a také v Lipníku nad Bečvou a vzbudilo "pobouření" mezi občany a zejména v umělecké sféře, protože se jedná o studentskou práci instalovanou bez jakékoli veřejné soutěže na exponovaná místa čtvrtí Ostravy. Dílo vzniklo při příležitosti Sympozia prostorových forem Ostrava 2013, které pořádala Střední umělecká škola AVE ART Ostrava. Plastika získala prestižní ocenění v kategorii "Volná tvorba a komorní plastika" na mezinárodní kovářské soutěži Hefaiston na hradě Helfštýně, která se uskutečnila na konci srpna 2016. Od října 2021 je socha umístěna v Ostravě-Svinově u kruhového objezdu pod Svinovskými mosty.

## Galerie

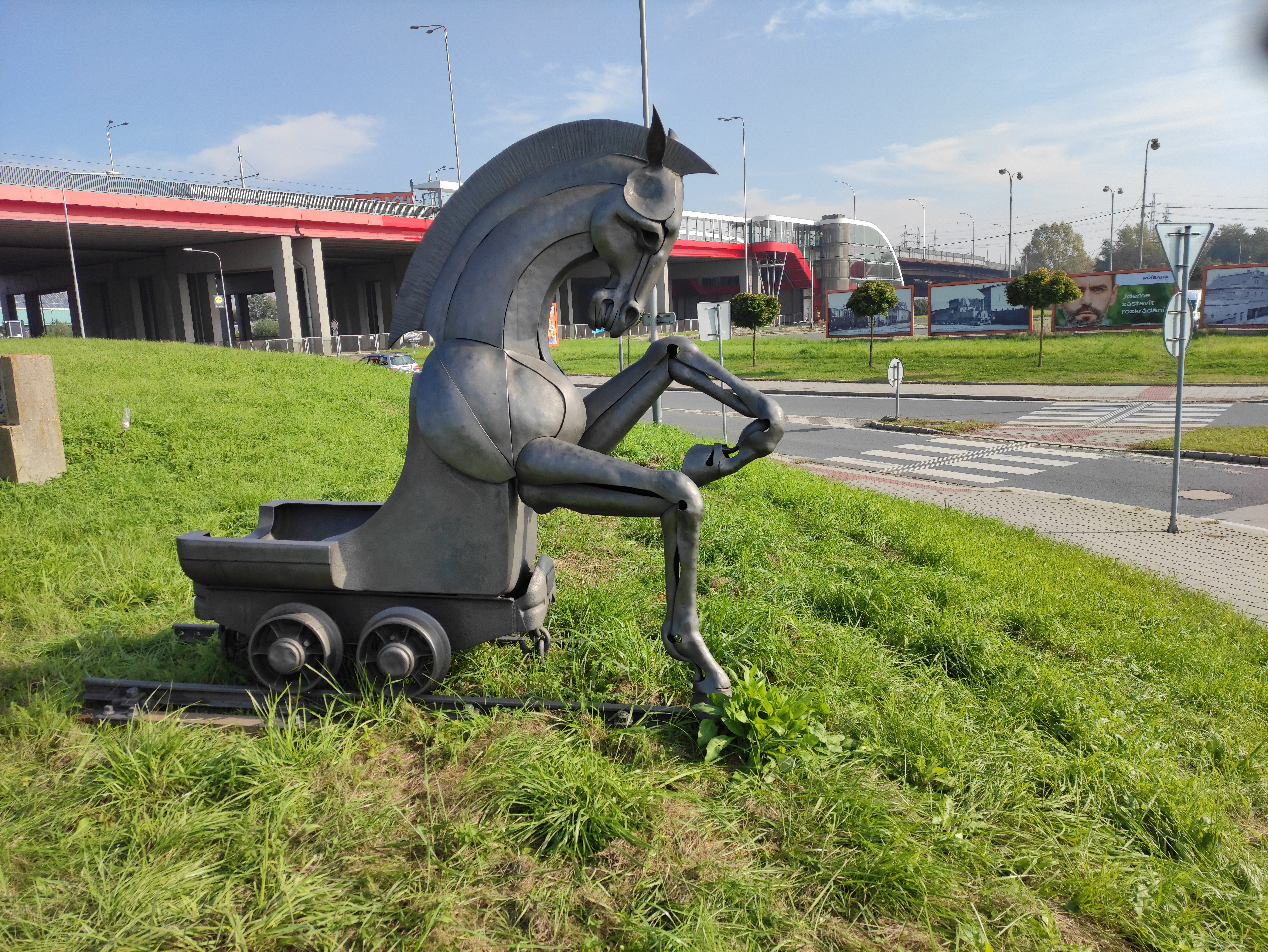
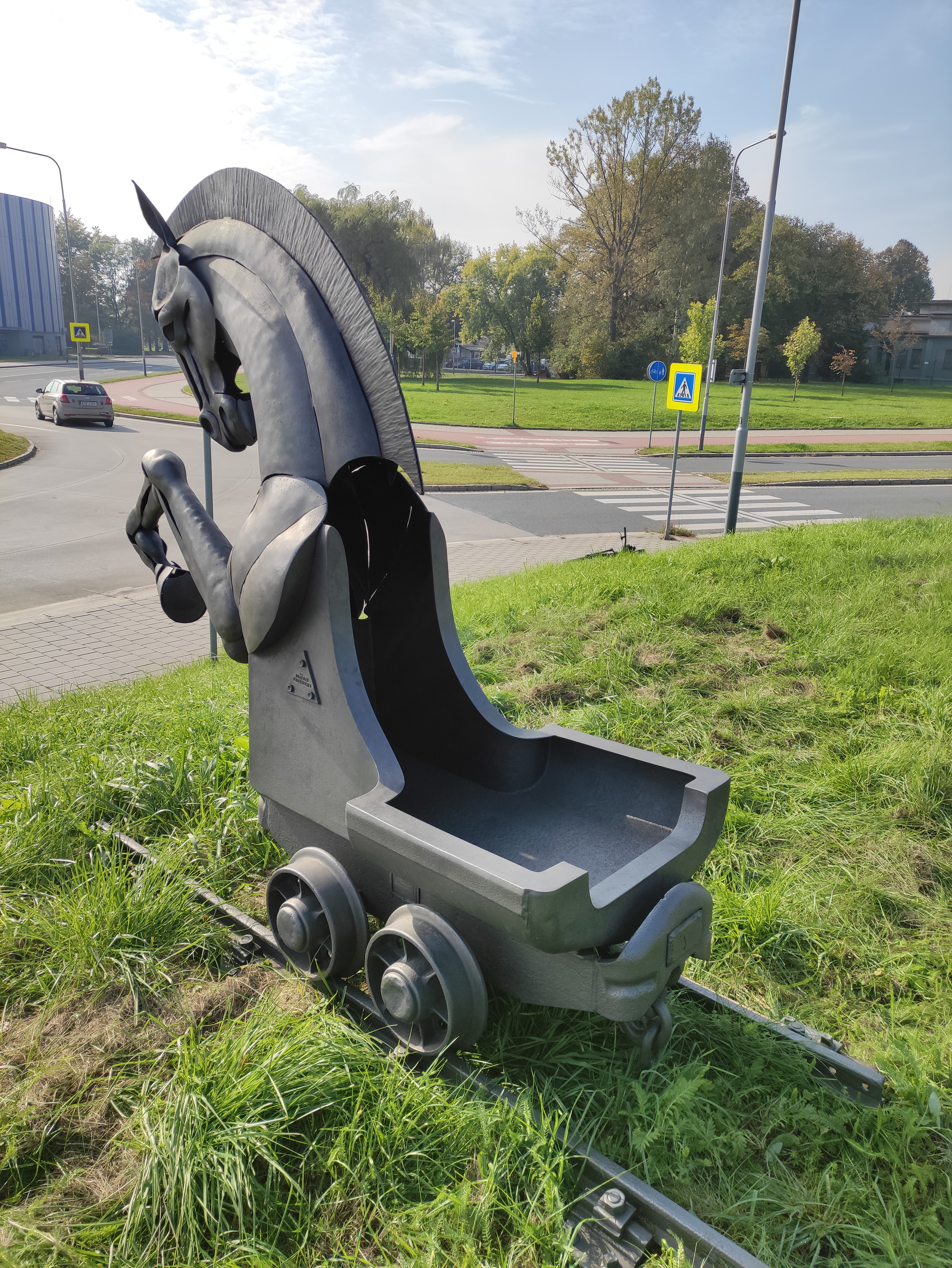